# Коту-Беїй
Коту-Беїй (рум. Cotu Băii) — село у повіті Сучава в Румунії. Входить до складу комуни Финтина-Маре.
Село розташоване на відстані 331 км на північ від Бухареста, 25 км на південь від Сучави, 102 км на захід від Ясс.

## Населення
За даними перепису населення 2002 року у селі проживали 969 осіб, усі — румуни. Усі жителі села рідною мовою назвали румунську.